# Skanörs distrikt
Skanør Distrikt er fra 1. januar 2016 et folkebogføringsdistrikt i Vellinge kommune og Skåne län i Sverige.
Distriktet omfatter den nordlige del af tvillingebyerne Skanør og Falsterbo med nærmeste omegn.

## Tidligere administrative enheder
Området består af den tidligere Skanør Menighed (Skanörs församling). I 2002 blev Falsterbo Menighed (Falsterbo församling) slået sammen med Skanør Menighed og Skanør-Falsterbo Menighed (Skanör-Falsterbo församling) opstod.

## Skanør Kirke
Skanør Kirke ligger i distriktet.

## Andet
Menigheden hører til i Skyds Provsti (Skytts kontrakt) i Lunds Stift.
55°25′11″N 12°50′59″Ø / 55.4197°N 12.8497°Ø